# 拉帕斯 (巴拉圭)
拉帕斯（西班牙語：La Paz），是巴拉圭東南部伊塔普阿省的一个城镇，始建於1955年，1986年成为建制市。海拔高度240米，是日本人在該國建立的首批移住地。镇内主要經濟活動有農業和畜牧業，出产大豆、小麦等作物，镇内亦有日侨拉帕斯农会建立的大型面粉厂及饲料厂。2017年有人口3,333人。